# Discografia de Dulce María
A discografia de Dulce María, cantora e compositora do México, consiste em três álbum de estúdio, dois extended play, onze singles (incluindo três como artista convidada) e quatorze videoclipes (incluindo três como artista convidada). Obteve destaque no campo da música a partir do momento em que começou a integrar o grupo musical RBD. Após o fim do grupo, em 2008, a artista não entrou de vez na carreira solo em relação a música. Em vez disso, entrou para o elenco da telenovela Verano de amor, de 2009, na qual interpretou seu tema principal, "Verano", lançado promocionalmente. No mesmo ano, foi chamada pelo italiano Tiziano Ferro para gravar "El regalo más grande"; ainda colaborou em uma regravação de "Beautiful", do senegalês Akon.
Em 2010, firmou um contrato com a gravadora Universal Music Group, com a qual lançou seu EP de estreia, Extranjera: Primera Parte. Divido em dois, o projeto teve sua primeira parte – um EP – comercializada em novembro daquele ano. O primeiro single, "Inevitable", chegou a ser o 41.ª mais tocado em toda América Latina de 2010. "Ya no", originalmente gravada pela cantora Selena, foi escolhida para divulgar a segunda parte de Extranjera: alcançou o top 5 nas rádios mexicanas. Considerando a América Latina, ocupou o 66.º lugar entre as mais executadas na lista anual de 2011. O último single retirado do álbum, "Ingenua", teve desempenho fraco nas tabelas musicais. A soma das vendas das duas partes de Extranjera resultaram em um disco de platina no Brasil, tornando assim sua intérprete a primeira (e até então a única) de origem mexicana a conseguir tal feito. O segundo álbum da cantora, Sin fronteras (2014), registrou a melhor colocação da mexicana nas tabelas de vendas dos Estados Unidos: 6 na Latin Pop Albums e 40 na Top Latin Albums. As duas últimas faixas de trabalho do disco, "Antes que ver el sol" e "O lo haces tú o lo hago yo", entraram para a México Español Airplay, onde alcançaram respectivamente o 21.º e 27.º posto como melhor.

## Álbuns

### Álbuns de estúdio
| Extranjera: Segunda Parte                                                      | - Lançamento: 14 de junho de 2011 - Gravadora(s): Universal Music México - Formato(s): CD, DVD, download digital | 24 | 20 | —  | — | 29 | - ABPD: Platina |
| Sin Fronteras                                                                  | - Lançamento: 8 de abril de 2014 - Gravadora(s): Universal Music México - Formato(s): CD, download digital       | —  | 6  | 40 | 3 | 8  |                 |
| DM                                                                             | - Lançamento: 10 de março de 2017 - Gravadora(s): Universal Music México - Formato(s): CD, download digital      | 40 | 14 | —  | 5 | 8  |                 |
| Origen                                                                         | - Lançamento: 22 de outubro de 2021 - Gravadora(s): Independente - Formato(s): Download digital                  | —  | —  | —  | — | —  |                 |
| "—" denota títulos que não entraram nas paradas ou não foram lançados no país. | |    |    |    |   |    |                 |

### Extended plays(EPs)
| Extranjera: Primera Parte                                                      | - Lançamento: 9 de novembro de 2010 - Gravadora: Universal Music Group - Formato: CD, download digital | 9 | 11 | 4 |
| Movistar                                                                       | - Lançamento: 23 de fevereiro de 2012 - Gravadora: Universal Music Group - Formato: CD promocional     | — | —  | — |
| "—" denota títulos que não entraram nas paradas ou não foram lançados no país. | |   |    |   |

## Singles

### Como artista principal
| Ano  | Canção                                        | Melhores Posições      | Melhores Posições                    | Melhores Posições | Melhores Posições | Melhores Posições | Melhores Posições | Melhores Posições | Álbum                     |
| Ano  | Canção                                        | MEX Monitor Latino Pop | MEX Billboard México Español Airplay | US Latin Digital  | EQU               | ARG               | Costa Rica        | iTunes BR         | Álbum                     |
| ---- | --------------------------------------------- | ---------------------- | ------------------------------------ | ----------------- | ----------------- | ----------------- | ----------------- | ----------------- | ------------------------- |
| 2010 | "Inevitable"                                  | 10                     | —                                    | 45                | 9                 | 7                 | 9                 | —                 | Extranjera: Primera Parte |
| 2011 | "Ya No"                                       | 15                     | —                                    | —                 | 5                 | 19                | 11                | —                 | Extranjera: Segunda Parte |
| 2011 | "Ingenua"                                     | —                      | —                                    | —                 | —                 | 87                | —                 | —                 | Extranjera: Segunda Parte |
| 2013 | "Lágrimas" (feat. Julión Alvaréz)             | —                      | 6                                    | —                 | —                 | —                 | —                 | —                 | Sin Fronteras             |
| 2014 | "Antes Que Ver el Sol"                        | 18                     | 21                                   | —                 | 62                | —                 | —                 | —                 | Sin Fronteras             |
| 2014 | "O Lo Haces Tú O Lo Hago Yo"                  | 37                     | 27                                   | —                 | 138               | —                 | —                 | —                 | Sin Fronteras             |
| 2016 | "No Sé Llorar"                                | 10                     | —                                    | 51                | —                 | 17                | 8                 | 1                 | DM                        |
| 2016 | "Volvamos" (feat. Joey Montana)               | 5                      | 15                                   | —                 | 9                 | —                 | —                 | 1                 | DM                        |
| 2017 | "Rompecorazones"                              | 7                      | —                                    | —                 | —                 | —                 | —                 | 1                 | DM                        |
| 2019 | "Los Caminos de la Vida" (com Alexander Acha) | —                      | —                                    | —                 | —                 | —                 | —                 | —                 | Adicionado à nenhum álbum |
| 2020 | "Lo Que Ves No Es Lo Que Soy"                 | —                      | —                                    | —                 | —                 | —                 | —                 | —                 | Origen                    |
| 2021 | "Origen"                                      | —                      | —                                    | —                 | —                 | —                 | —                 | —                 | Origen                    |
| 2022 | "La Que Un Día Te Amó"                        | —                      | —                                    | —                 | —                 | —                 | —                 | —                 | Origen                    |
| 2022 | "Pequeña" (com Paco Álvarez)                  | —                      | —                                    | —                 | —                 | —                 | —                 | —                 | Origen                    |
| 2024 | "Ojalá" (com Beret)                           | —                      | —                                    | —                 | —                 | —                 | —                 | —                 | Adicionado à nenhum álbum |
| 2025 | "Sem Direito Ao Amor" (com Marília Mendonça)  |                        |                                      |                   |                   |                   |                   |                   |                           |
| 2025 | "Jaula de Oro"                                |                        |                                      |                   |                   |                   |                   |                   |                           |

### Como artista convidada
| Ano  | Canção | Álbum                                 |
| ---- | --- | ------------------------------------- |
| 2009 | "El Regalo Mas Grande" (Tiziano Ferro com participação de Anahí e Dulce María)                                    | A Mi Edad                             |
| 2009 | "Beautiful" (Akon com participação de Dulce María)                                                                | Freedom                               |
| 2012 | "Te Sigue Esperando Mi Corazón" (Río Roma com participação de Dulce María)                                        | Al Fin Te Encontré (Edición Especial) |
| 2013 | "Wake Up Beside Me" (Basshunter com participação de Dulce María)                                                  | Calling Time                          |
| 2014 | "No Regresa Más" (Henry Mendez com participação de Dulce María)                                                   | Dale Mambo                            |
| 2015 | "Pon El Alma En El Juego" (Luciano Pereyra com participação de D-Niss, Dulce María, Sam Alves & Cali y El Dandee) | Não adicionado à nenhum álbum         |
| 2017 | "Me Beija (Besame)" (Sofia Oliveira com participação de Dulce María)                                              | Não adicionado à nenhum álbum         |
| 2018 | "Entre Azul Y Buenas Noches (En Vivo)" (JNS com participação de Dulce María)                                      | 90's Pop Tour 2                       |
| 2021 | "Te Quiero Mucho (Remix)" (Naty Botero com participação de Dulce María)                                           | Não adicionado à nenhum álbum         |
| 2021 | "Ela Tá Movimentando" (Kevin o Chris com participação de Dulce María)                                             | Não adicionado à nenhum álbum         |
| 2021 | "Céu Azul" (Flay e Ferrugem com participação de Dulce María)                                                      | Não adicionado à nenhum álbum         |
| 2022 | "Barbie (Remix)" (Rebecca, Farina e Mc Danny com participação de Dulce María)                                     | Spotify Singles                       |

### Singlespromocionais
| Ano  | Canção                            | Álbum                     |
| ---- | --------------------------------- | ------------------------- |
| 2012 | "Se Como Duele"                   | Movistar - EP             |
| 2016 | "Dejarte de Amar"                 | DM                        |
| 2016 | "Un Minuto Sin Dolor"             | DM                        |
| 2016 | "Al Otro Lado de la Lluvia"       | DM                        |
| 2018 | "Tal Vez En Roma"                 | DM                        |
| 2020 | "Más Tuya Que Mia"                | Origen                    |
| 2020 | "Te Daría Todo"                   | Origen                    |
| 2020 | "Tu y Yo"                         | Origen                    |
| 2021 | "Nunca"                           | Origen                    |
| 2021 | "Amigos Con Derechos"             | Origen                    |
| 2021 | "Te Daria Tudo" (feat. Priscilla) | Adicionado à nenhum álbum |
| 2022 | "Dejame Ser"                      | Origen                    |

## Trilha sonora
| Ano  | Canção                                  | Álbum                         | Projeto                     |
| ---- | --------------------------------------- | ----------------------------- | --------------------------- |
| 2002 | "Enamorada"                             | Clase 406                     | Clase 406                   |
| 2003 | "Vete"                                  | Clase 406: El Seguiente Paso  | Clase 406                   |
| 2003 | "Dos Enamorados" (com Christian Chávez) | Clase 406: El Seguiente Paso  | Clase 406                   |
| 2004 | "Fuego"                                 | Rebelde                       | Rebelde                     |
| 2006 | "No Pares"                              | Live in Hollywood             | Rebelde                     |
| 2007 | "Quiero Poder"                          | RBD, la familia soundtrack    | RBD, la familia             |
| 2009 | "Verano"                                | Não adicionado à nenhum álbum | Verano de Amor              |
| 2009 | "Dejáme Ser"                            | Não adicionado à nenhum álbum | Verano de Amor              |
| 2012 | "Es un Drama"                           | Último Año Soundtrack         | Último Año                  |
| 2016 | "Dejarte de Amar"                       | DM                            | Corazón que Miente          |
| 2017 | "Borrón y cuenta nueva"                 | Não adicionado à nenhum álbum | Muy padres                  |
| 2021 | "Ni Cenizas, Ni Dolor"                  | ¡Ánimo Juventud!              | ¡Ánimo Juventud! (Go Youth) |
| 2023 | "Pienso En Ti"                          | Não adicionado à nenhum álbum | Pienso en ti                |
| 2023 | "Regálame Todo Tu Amor"                 | Não adicionado à nenhum álbum | Pienso en ti                |

## Vídeos musicais

### Como artista principal
| Ano  | Canção                        | Diretor(es)                             |
| ---- | ----------------------------- | --------------------------------------- |
| 2010 | "Inevitable"                  | Francisco D'Amorim Lima                 |
| 2010 | "Ya No"                       | Angel Flores e Chivo Escalante          |
| 2011 | "Ingenua"                     | Mariano Dawidson e Eric Dawidson        |
| 2012 | "Es Un Drama"                 | Gianfranco Quattrini[carece de fontes?] |
| 2013 | "Lágrimas"                    | David Rousseau                          |
| 2014 | "Antes Que Ver el Sol"        | Christian Cavazos                       |
| 2014 | "O Lo Haces Tú O Lo Hago Yo"  | Paco Ibarra                             |
| 2016 | "No Sé Llorar"                | Paco Álvarez                            |
| 2016 | "Volvamos"                    | Paco Álvarez                            |
| 2017 | "Rompecorazones"              | Paco Álvarez                            |
| 2018 | "Tal Vez En Roma"             | Paco Álvarez                            |
| 2020 | "Lo Que Ves No Es Lo Que Soy" | Paco Álvarez                            |
| 2021 | "Origen"                      | Paco Álvarez                            |
| 2022 | "La Que Un Día Te Amó"        | Paco Álvarez                            |

### Como artista convidada
| Ano  | Canção                 | Artista Principal | Diretor(es)                 |
| ---- | ---------------------- | ----------------- | --------------------------- |
| 2009 | "El Regalo Mas Grande" | Tiziano Ferro     | Gaetano Morbioli            |
| 2009 | "Beautiful"            | Akon              | Gil Green                   |
| 2014 | "No Regresa Más"       | Henry Mendez      | Pau Colomina                |
| 2017 | "Me Beija"             | Sofia Oliveira    | Dario Vetere e Paco Álvarez |
| 2021 | "Ela Tá Movimentando"  | Kevin o Chris     | -                           |

### Cameo
| Ano  | Canção                    | Artista Principal | Diretor(es)  |
| ---- | ------------------------- | ----------------- | ------------ |
| 2004 | "Decisiones Adolescentes" | Tólidos           | -            |
| 2016 | "Kids"                    | OneRepublic       | Hal Kirkland |

### Vídeos promocionais
| Ano  | Canção                   | Outras participações | Diretor(es)  |
| ---- | ------------------------ | -------------------- | ------------ |
| 2010 | "La Gota de La Vida"     | Diversos artistas    | Simon Brand  |
| 2012 | "En Nuestras Manos"      | Diversos artistas    | Pedro Torrez |
| 2012 | "Reloj de Arena"         | —                    | —            |
| 2019 | "Los Caminos De La Vida" | Alexander Acha       | Paco Álvarez |